# Unterseeboot 545
L'Unterseeboot 545 (ou U-545) est un sous-marin allemand utilisé par la Kriegsmarine pendant la Seconde Guerre mondiale.

## Historique
Après sa période de formation à Stettin dans la 4. Unterseebootsflottille jusqu'au 30 novembre 1943, l'U-545 est affecté à une unité de combat à la base sous-marine de Lorient dans la 2. Unterseebootsflottille.
L'U-545 est sabordé par son équipage le 10 février 1944 dans l'Atlantique, à l'ouest des Hébrides à la position géographique de 58° 17′ N, 13° 22′ O après avoir été sérieusement endommagé par quatre charges de profondeur lancées par un bombardier britannique Vickers Wellington de l'escadrille Sqdn. 612/O.

Il y a un mort et 56 survivants parmi les membres de l'équipage, dans cette attaque.

## Affectations successives
- 4. Unterseebootsflottille du 19 mai 1943 au 30 novembre 1943
- 2. Unterseebootsflottille du 1er décembre 1943 au 10 février 1944

## Commandement
- Kapitänleutnant Gert Mannesmann du 19 mai 1943 au 10 février 1944

## Navires coulés
L'U-545 n'a pas coulé de navire, mais a endommagé un navire marchand de 7 359 tonneeaux au cours de l'unique patrouille qu'il effectua.

## Sources
- U-545 sur Uboat.net